# Konservatism
Konservatism är en social, kulturell och politisk filosofi och ideologi, som främjar traditionella samhällsinstitutioner och förespråkar traditionella värderingar. Exempel på institutioner är kyrkan, äktenskapet, familjen, adeln, ordningsmakten, krigsmakten och monarkin. Exempel på värderingar är respekt för äldre generationers bedrifter och lydnad gentemot traditionella auktoriteter. Konservatismens målsättning är att upprätthålla ordningen i samhället och att värna om kulturen. Konservativa människor tenderar att uppskatta saker och företeelser som har gamla anor och djupa rötter.
Konservatismen utvecklades ur medeltidens ståndssamhälle, blev en modern ideologi i motstånd mot franska revolutionen och blomstrade i samband med romantiken. Den har såväl folkliga aspekter som aristokratiska aspekter. Den omhuldar vissa principer och tankar (såsom subsidiaritetsprincipen och organismtanken) samt använder sig av vissa begrepp (exempelvis auktoritet och tradition). Den utgör en i huvudsak västerländsk idébildning som rymmer en del varians, i synnerhet mellan protestantiska, katolska och ortodoxa nationer samt mellan liberalkonservatism och socialkonservatism.
Det mest utmärkande kännetecknet för konservatismen kan anses vara lojalitet. Den kommer till uttryck på olika nivåer. På den mest intima nivån innebär det långvariga äktenskap och starka familjeband. Det innebär också historiemedvetande, med respekt för ens förfäder och insikt om att man är en ättling som för vidare ett arv. På den utvidgade nivån innebär det lojalitet gentemot folket (”den större familjen”) och fosterlandet (”det större hemmet”) i form av patriotism. På den högre nivån innebär det lydnad gentemot traditionella auktoriteter såsom föräldrar, lärare, präster, aristokrater och monarker. På den högsta nivån innebär det slutligen trohet gentemot Gud.

## Historiska rötter

### Franska revolutionen
Ordet konservatism härrör från latinets conservare, 'bevara', och myntades av den framstående författaren François-René de Chateaubriand, som verkade som konservativ politiker under tidigt 1800-tal i sviterna av franska revolutionen. Konservatismen, med sin betoning på social och politisk ordning över ekonomiska och ideologiska faktorer, betraktas vanligen som höger på den politiska höger–vänster-skalan, vilket härrör från placeringen av delegaterna i Frankrikes nationalförsamling under och efter revolutionen, där anhängarna av monarkin och ett mera traditionellt styrelseskick satt till höger i kammaren.

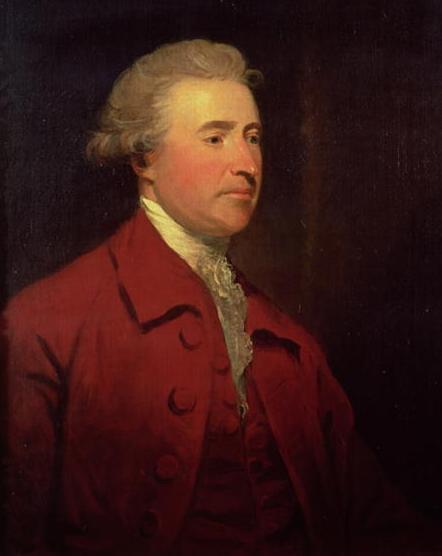
Edmund Burke (1729–1797) betonade förfädernas visdom i polemik mot revolutionärernas progressiva radikalism.

Konservatismens grundare anses vara den anglo-irländske statsmannen Edmund Burke. Han var verksam inom Whigs, det aristokratiska motståndarpartiet till det rojalistiska Tories, men han tillhörde dess högerflygel och intog en konservativ position i samband med revolutionen. I sitt inflytelserika verk Reflektioner om franska revolutionen (1790) gick han i polemik mot dess radikala representanter och betonade förfädernas visdom med ett åberopande av försiktighetsprincipen. I flera avseenden var Burke liberal – exempelvis vad gäller frihandel och religionsfrihet – och han inspirerade många liberaler under 1800-talet, men han varnade också för liberalismens lockelser. ”Vad är frihet utan visdom och utan dygd?” frågade han, varefter han hypoforiskt tillade: ”Det är det värsta av all tänkbar ondska; för det är dumhet, synd och galenskap, utan vägledning eller återhållsamhet.” Burke omtalas ofta som en profet, eftersom han förutsåg att revolutionen skulle utmynna i Skräckväldet och sedan åtföljas av militärdiktatur, vilket hände när Napoleon I grep makten.

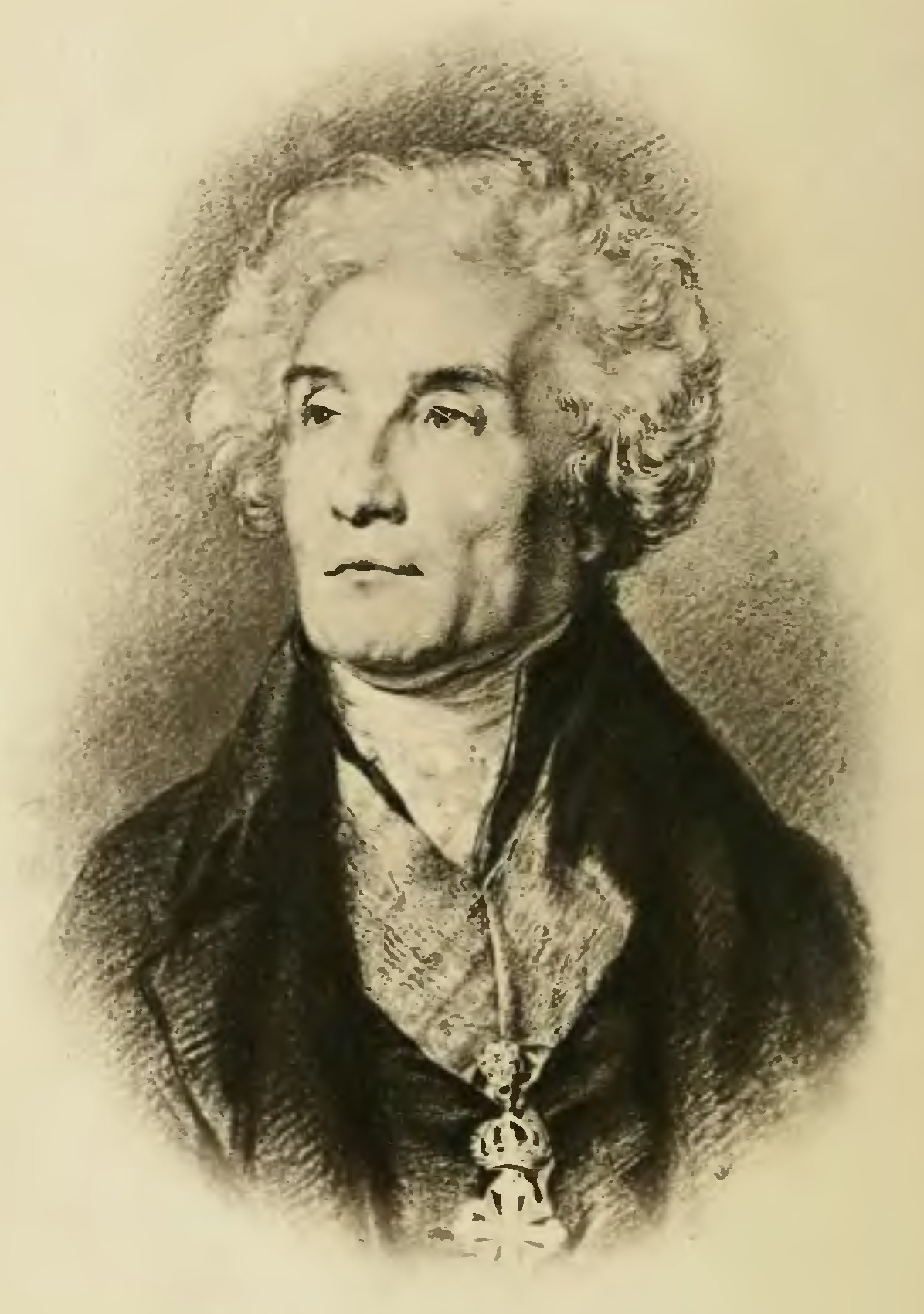
Joseph de Maistre (1753–1821) tolkade revolutionen som en gudomlig bestraffning för den utbredda ateismen.

En annan konservativ lärofader är den savojardiske greven Joseph de Maistre. Likt sin samtida Burke, som han inspirerades av, var han en mycket kristen person, men av ett annat snitt än sin anglo-irländske meningsfrände. Maistre förfäktade en rojalistisk katolicism och tillhörde den påvetrogna jesuitorden, som är organiserad utifrån militära principer och vars grundare, Ignatius av Loyola, var en spansk officer som sårades i strid och blev präst. Maistres stridsskrift Considérations sur la France (1796) jämförs ofta med Burkes Reflektioner vad gäller litterär briljans och politiskt genomslag. I detta verk presenterade Maistre en religiös tolkning av revolutionen. Den franska nationen, inte minst dess aristokrati, ansågs ha vänt ryggen mot den gudomliga makten på grund av sin utbredda ateism och materialism. Revolutionen var därför Guds sublima bestraffning för detta syndafall och innebar ett stålbad för den franska nationen – ett nödvändigt ont och en renande skärseld. Som ledande exponent för den teokratiska skolan blev Maistre inspiratör för ultramontanismen och han var också en drivande kraft i återinförandet av den franska monarkin. Trots sin dogmatism anses Maistre vara en originell filosof, som är ihågkommen för sina tankeväckande paradoxer och sin himlastormande vältalighet. Denna komplexa personlighet bidrog till att han väckte fascination även bland sina ideologiska ärkefiender såsom radikala revolutionärer, liberala filosofer och en upplyst despot som Napoleon I, trots att dessa var gudlösa, anti-konservativa och barn till upplysningen.

### Romantiken
Konservatismen utkristalliserade sig som ideologi samtidigt som kulturströmningen romantiken ägde rum. Dessa två rörelser hade mycket gemensamt: båda var uttryck för motupplysningen och kom i hög grad att sammansmälta. Det som kännetecknar den romantiska människan är att hon värderar konst, kultur och religion mycket högre än vetenskap och ekonomi, det vill säga att hon sätter kvalitativ andlighet över kvantitativ materialism. Många av konservatismens portalfigurer var renodlade romantiker. Chateaubriand introducerade den litterära romantiken i Frankrike med romanerna Atala (1801) och René (1802) samt författade det inflytelserika verket Génie du christianisme (1802) om kristendomens i hans ögon överlägsna skönhet. Burke författade ett konstfilosofiskt verk om det Sköna och det Sublima, som inspirerade den förromantiska strömningen Sturm und Drang, och han besatt också en unik förmåga att förvandla politisk diskurs till litterär konst. Maistre excellerade i den sublima stilen och drev den romantiska förnuftskritiken till dramatiska ytterligheter. G.W.F. Hegel – en annan av konservatismens portalfigurer – är känd som romantikens främste filosof.
Romantikerna blickade tillbaka på medeltiden. De önskade en återgång till en andlig världsåskådning och de ansåg att det nya tidevarvets mekaniska rationalism fördummade människorna och förfulade tillvaron. De tidiga engelska romantikerna William Wordsworth, Samuel Taylor Coleridge och Robert Southey försvarade kyrkan och utpekade upplysningens kritik av kristendomen som den bakomliggande orsaken till franska revolutionens förföljelser av kristna. Under den romantiska eran – 1800-talets första hälft – kunde en konservativ motreaktion kännas över hela Europa: kyrkan återfick mycket av sitt forna inflytande, folkkulturen blomstrade i många länder med kulturskapare som Bröderna Grimm och romantiker talade svärmiskt om en ny medeltid.

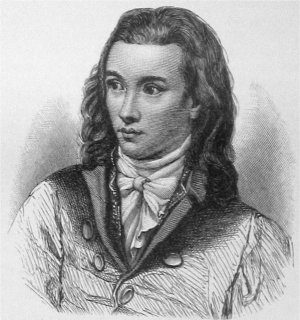
Novalis (1772–1801) dedicerade romantiska hyllningsskrifter till såväl monarkin som påvedömet.

Romantikerna vände sig också emot revolutionens nivellerande egalitarism, som dekapiterade monarker och raserade kyrkor. Romantikens förgudning av det konstnärliga geniet kom att överföras till politisk konservatism, när romantikens profet Novalis dedicerade en filosofisk hyllningsskrift till Fredrik Vilhelm III av Preussen och Louise av Mecklenburg-Strelitz, i vilken monarken målades upp som det ouppnåeliga idealet, den blå blomman, som hela folket måste älska och låta sig inspireras av. Novalis dedicerade också ett motsvarande verk till påven i Rom och siade om ett enat kristet Europa efter franska revolutionen och Napoleonkrigen. Den medeltida traditionen av hjälteberättelser återupplivades av Tory:n Walter Scott med riddarromanen Ivanhoe (1820) – ett tema som har levat vidare hos konservativa tänkare såsom Thomas Carlyle och Jordan Peterson, vilka baserar sin etiska filosofi på gamla hjälteberättelser. Samhället behöver rojalism, gudstro och hjältedyrkan, menade romantikerna, i stället för egalitarism.

### Ståndssamhället

Illumination från 1200-talet. Det medeltida ståndssamhället bestod av präster, adel och bönder.

Det finns en folklig konservatism och en aristokratisk konservatism. Dessa två traditioner representerades i äldre tider av bönderna respektive adeln och prästerskapet i det gamla ståndssamhället: bonden på sin gamla gård respektive adelsmannen på sin gamla herrgård och prästen på sin gamla prästgård – i kontrast till modern urbanisering. Vidare är det bondsk folkkultur respektive adlig och sakral finkultur – i kontrast till storstadens kommersiella masskultur med slit-och-slängmentalitet. Socialpsykologen Gustave Le Bon, i sitt inflytelserika verk Massans psykologi (1895), identifierade bönder och adel som naturliga, djupt rotade kollektiv i motsats till den moderna storstadens proletärer och kapitalister, vilka identifierades som artificiella, rotlösa kollektiv.
Folklig konservatism kommer till uttryck i folkkultur och fosterlandskärlek. Folkbegreppet är ett arv från romantiken, då folk över hela Europa odlade intressen i historia och upptäckte sina kulturella rötter. Den historiska skolan inom rättsfilosofin, med Friedrich Carl von Savigny i spetsen, utvecklade idén att varje nation har sin egen unika nationalkaraktär, varje folk sin egen unika folksjäl, som kommer till uttryck i språk, seder och traditioner. Den romantiska konservatismens mest framstående exponent, Adam Müller von Nitterdorf, definierade ett folk som ”den upphöjda gemenskapen av en lång rad framfarna, nu levande och kommande släkten, som alla hör samman i ett stort innerligt förbund på liv och död”.
Aristokratisk konservatism brukar hävda – realpolitiskt – att det finns en överhet i varje samhälle, oavsett dess formella anspråk. Joseph de Maistre hävdade att demokratin var ett sken: i själva verket existerade endast aristokratier (fåmansvälden) och monarkier (enmansvälden) – den reella makten är alltid koncentrerad till ett fåtal personer eller en enskild person. Vilfredo Pareto, grundaren av sociologins elitteori, hävdade att folken alltid styrs av en elit. Idén att överklassen bär ett socialt, kulturellt och politiskt ansvar för hela samhället (noblesse oblige) är också ett klassiskt kännetecken för aristokratisk konservatism. Exempel på nationer som karakteriserats av explicit aristokratiska och elitistiska statsskick i modern tid är Junkerväldet i Preussen åren 1871–1918, Francisco Francos diktatur i Spanien åren 1938–1973 samt Storbritannien fram till reformerna på 90-talet.
Som abstrakt filosofi är konservatismen i huvudsak en skapelse av aristokrater, men som levande filosofi har den i många länder bred folklig förankring, i synnerhet bland invånare som lever på landsbygden eller i de mindre orterna, dit de ”progressiva” sätten att leva och tänka ofta har svårt att tränga in. De mest framstående högerpolitikerna under 1900-talet tenderade att vara aristokrater, exempelvis Gustaf Mannerheim i Finland, António de Oliveira Salazar i Portugal, Charles de Gaulle i Frankrike, Margaret Thatcher i Storbritannien och Carl Bildt i Sverige. Modern konservatism förespråkar dock inte ett statiskt hierarkiskt ståndssamhälle utan tror på meritokrati och så kallad ståndscirkulation.

## Intellektuella utgångspunkter

### Försiktighetsprincipen
Enligt en klassisk konservativ ståndpunkt är det svårt att bygga upp men lätt att riva ner. Filosofen Roger Scruton uttryckte denna tanke på följande vis: ”Konservatismen börjar med ett sentiment som varje vuxen människa enkelt kan instämma i, att goda ting är enkla att förgöra, inte lika enkla att bygga upp.” Därtill kommer att konservatismen är försiktig med att förändra gamla mönster på kort tid och respekterar det som har uthärdat tidens tand.

### Kontextprincipen
Ett grundläggande antagande inom konservatismen är att människan är en social varelse, som får sin identitet genom att vara del av särskilda gemenskaper såsom en viss familj, ett visst samhälle och en viss kultursfär, vilket har kallats för kontextprincipen. Sedan 1700-talet har det rått en intellektuell debatt mellan universell rationalism och kontextuell empirism. De revolutionära upplysningsfilosoferna påstod sig företräda universella idéer, exempelvis Condorcet i Människosläktets andliga förkovran (1787) och Thomas Paine i Människans rättigheter (1791). Konservativa filosofer som Edmund Burke och Joseph de Maistre svarade med att hävda att uttryck som ”människosläktet” och ”människan” var tomma abstraktioner såvida de inte var förankrade i konkreta historiska kontexter. Därför tar konservatismen olika uttryck i olika länder, exempelvis Metaxism i Grekland, Frankism i Spanien, Gaullism i Frankrike, Thatcherism i Storbritannien och Trumpism i USA.

### Subsidiaritetsprincipen
Denna princip hävdar att beslut skall fattas så nära de direkt berörda som möjligt och på den nivå där kompetensen är störst. Staten skall inte blanda sig i problem som kan lösas av kommunerna och kommunerna skall inte blanda sig i problem som kan lösas av civilsamhället, enligt denna princip. Den utvecklades inom den romersk-katolska socialläran och är en grundpelare inom kristdemokratisk samhällssyn. Konservatismen omhuldar principen som ett sätt att undvika maktkoncentrationer i staten och i överstatliga organisationer som EU. Visserligen var EU huvudsakligen en skapelse av de konservativa kristdemokraterna Konrad Adenauer, Alcide De Gasperi och Robert Schuman i sviterna av andra världskriget, men många konservativa är i dag EU-skeptiska.

### Förvaltarskapstanken
Enligt konservatismen är varje människa en länk i en lång kedja som löper över generationerna. Edmund Burke gav uttryck för denna tanke när han beskrev samhället som ”ett samarbete ej blott mellan de levande, utan också mellan de nu levande och de döda och dem som ännu ej kommit till världen”. Tanken kommer också till uttryck inom grön konservatism såsom när Margaret Thatcher sade: ”Vi konservativa är inte bara jordens vänner – vi är dess väktare och förvaltare för kommande generationer. Kärnan i Tory-filosofin och i miljöfrågan är densamma.”

### Organismtanken
Konservatismen anser att samhället utgör en komplex helhet, som är större än de enskilda personerna och vars separata delar (klasser, ständer o.s.v.) befinner sig i ett tillstånd av ömsesidigt beroende, vilket medför ömsesidiga förpliktelser. Samhällets olika delar anses verka i samklang på samma sätt som kroppsdelarna i en organism. Monarkin och staten brukar uppfattas som samhällskroppens huvud – dess ledande statsorgan och enande vilja. Kyrkan och dess religiösa etik jämförs ibland med hjärtat och syret.
Organismtanken tillämpades flitigt redan i medeltidens politiska filosofi, men den återupplivades under romantiken då filosofer uppfattade människan, naturen och samhället som besjälade helheter i motsats till upplysningens själlösa atomism. Uppfattningen om samhället som en svårgreppbar organism har identifierats som grundtanken i Edmund Burkes politiska filosofi. G.W.F. Hegel är en annan framstående konservativ filosof, som har anslutit sig till organismtanken. Sveriges internationellt mest erkände statsvetare Rudolf Kjellén, som myntade begreppen folkhemmet, biopolitik och geopolitik, redogjorde för denna tanke i Staten som lifsform (1916).

### Ofullkomlighetstanken
Konservatismen anser att den enskilda människan är ofullkomlig och att hon föds med både en god och en ond sida. Inom konservativ kristendom beskrivs denna ondska i termer av arvsynden. I sin kritik av Jean-Jacques Rousseaus teorier om det goda barnet och den ädle vilden, skriver Joseph de Maistre:
| ” | Människan är omättlig i sin maktlystnad och oändlig i sina begär; alltid missnöjd med vad hon har, älskar hon blott vad hon inte har. Folk klagar på furstars despoti; de borde klaga på människans despoti. Vi är alla födda despoter, från den mest maktfullkomliga monark i Asien till barnet som kväver en fågel med sina händer för nöjet av att se att det existerar någonting som är svagare än det självt. | „ |

Därtill kommer att konservatismen tar avstånd från alla storskaliga projekt med mål att skapa utopier och perfekta samhällen, eftersom den mänskliga naturen anses omöjliggöra detta. Vidare menar konservatismen att erfarenheten har visat, med kommunismen och nationalsocialismen som avskräckande exempel från 1900-talet, att teoretiska utopier tenderar att generera dystopier i praktiken.

## Centrala begrepp

### Auktoritet
Auktoritet är ett centralt begrepp inom konservatismen. Konservativa filosofer brukar göra en distinktion mellan auktoritet och makt. René Guénon talar om den andliga auktoriteten (visdom) respektive den världsliga makten (styrka) och redogör för deras traditionella företrädare: den första representeras av kyrkan, den andra av staten. Tage Lindbom använder sig av romarnas motsatspar auctoritas och potestas, som följer ett liknande mönster. Jordan Peterson redogör för distinktionen på följande vis:
| ” | Auktoritet är inte detsamma som makt och det är extremt kontraproduktivt, rentav farligt, att förväxla de två. När människor utövar makt över andra driver de dessa framför sig med tvång. De som vill utöva makt använder sig av hot om umbäranden eller bestraffningar så att deras underlydande har få val annat än att agera på ett sätt som går på tvärs mot deras personliga behov, önskemål och värderingar. När människor däremot utövar auktoritet är det något som görs i kraft av deras kompetens, en kompetens som spontant erkänns och uppskattas av andra och som normalt följs frivilligt, med en viss lättnad och med en känsla av att rättvisa skipas. | „ |

Konservatismen anser att samhällets traditionella auktoriteter spelar en avgörande roll i upprätthållandet av ordning och främjandet av harmonisk utveckling. Den mest grundläggande form av auktoritet är den som föräldrar har över sina barn. Ett annat exempel är lärarens auktoritet över eleverna. En tredje form av auktoritet är den som religiösa ledare besitter. Auktoritet innebär ofta att de äldre, med sin längre erfarenhet och högre visdom, ger vägledning åt de yngre, vilka kan vara vårdslösa eller osäkra. På medeltiden var även vanliga yrken organiserade utifrån principen om auktoritet i ett system av mästare och lärlingar.

### Kultur
Kultur är ett annat centralt begrepp inom konservatismen. Konservativa filosofer, särskilt i Tyskland och Österrike, brukar göra en distinktion mellan kultur och civilisation. Johann Gottfried Herder hävdar att kulturen får sin färg av den lokala miljön, medan civilisationen är universalistisk, internationalistisk och imperialistisk. Ferdinand Tönnies ser kulturen som en levande organism och civilisationen som en mekanisk produkt. Thomas Mann uppfattar kulturen som ”mörkare och mera romantisk” än den förnuftiga och upplysta civilisationen. Oswald Spengler hävdar att kulturer upplever en kreativ blomstringstid för att sedan stelna i vetenskapliga civilisationer. Peter Viereck kontrasterar den ”ytliga moderna civilisationen” med den ”djupa traditionella kulturen”. Erik von Kuehnelt-Leddihn redogör för distinktionen på följande vis:

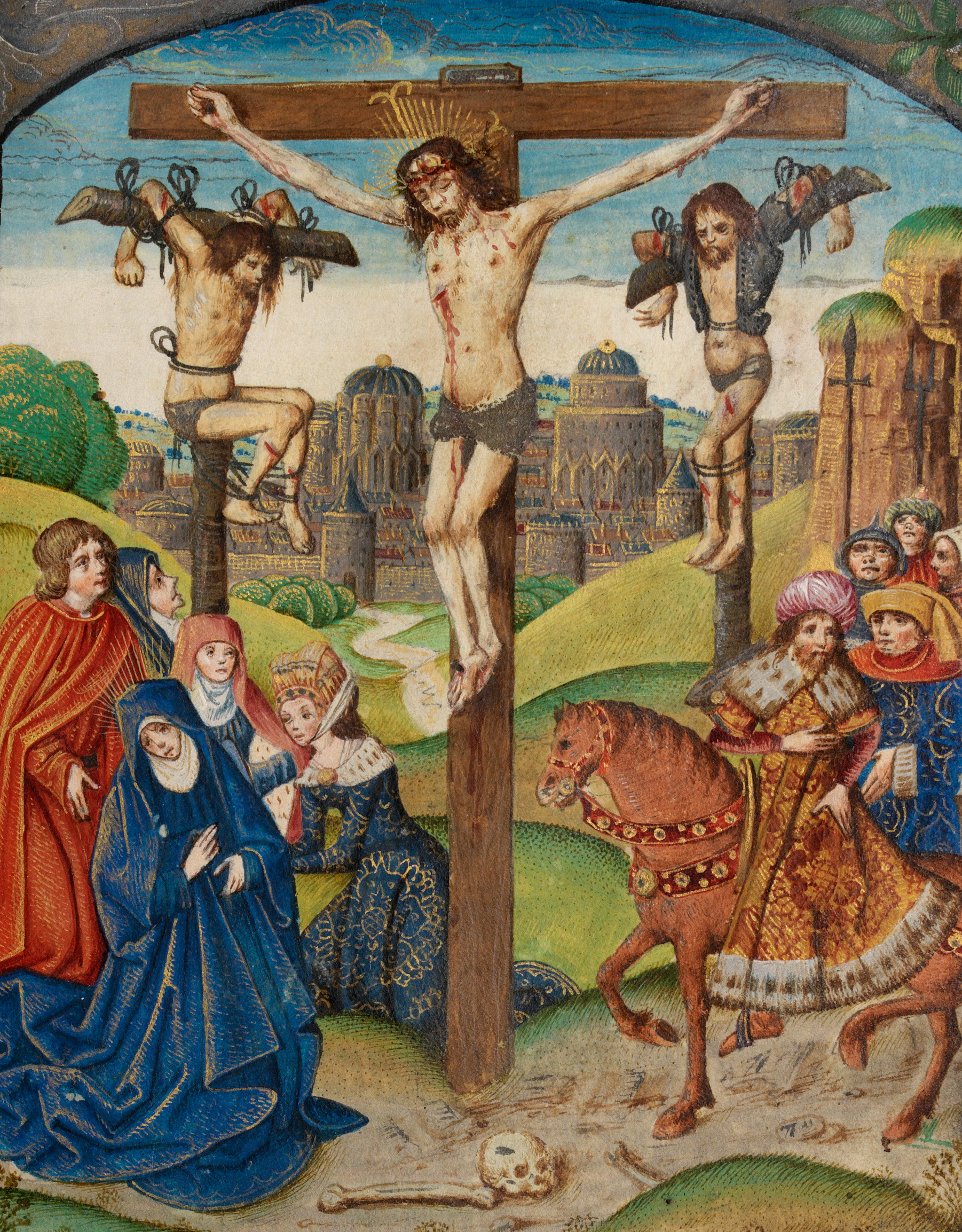
Illumination från 1500-talet av Jesu korsfästelse. Kristendomen har i hög grad format västerländsk kultur.

| ” | ”Kultur” är summan av alla skapelser som representerar en personlig manifestation, exempelvis målning, poesi, religion, filosofi och humaniora. ”Civilisation” är opersonlig. Den är summan av alla försök att öka bekvämlighet eller praktisk ”nytta”. Badkar, tandläkarverktyg, järnvägar och trafikföreskrifter är alla skapelser av civilisation. Medan civilisation är släthet, bekvämlighet och materiellt nöje, måste vi betrakta traditionell kristendom som någonting ”obekvämt”. I en komfortabel civilisation är det svårt att projicera in bilden av Kristus, hängande på korset med kroppen full av krampaktiga smärtor, handflatorna sönderslitna av de tunga spikarna, hårstråna fastklistrade vid skalpen av svett och koagulerat blod. Kultur är alltid magnifik. Civilisation är geocentrisk bekvämlighet. Men kultur, som måste köpas genom bittert lidande (det finns varken konst eller helighet utan lidande), pekar alltid mot himlen. Och det moderna tidevarvet, som gör allt för att undvika lidande, kommer att vända ryggen mot himlen. | „ |

Kultur och konservatism har haft ett fruktbart äktenskap sedan romantiken. Exempel därpå är 1900-talets två mest välaktade poeter: W.B. Yeats var såväl irländsk nationalist som försvarare av traditionell europeisk överklass och T.S. Eliot identifierade sig som ”litterär klassicist, politisk rojalist och troende anglo-katolik”. Frankrikes mest framstående poet Charles Baudelaire betraktade sig som en spirituell lärjunge till Joseph de Maistre. Den mest ansedde kompositören i modern tid, Igor Stravinskij, var klassicist, moralist och ortodox kristen. Rysslands mest framstående författare Fjodor Dostojevskij varnade för nihilistisk modernism, stöttade tsardömet och predikade traditionell kristendom. Skräcklitteraturens två mästare var anglofila amerikaner: Edgar Allan Poe hyllade Storbritannien för dess aristokratiska statsskick och H.P. Lovecraft var en trogen Tory som utgav tidskriften The Conservative. De två mest älskade fantasy-författarna C.S. Lewis och J.R.R. Tolkien var kristna traditionalister, vilka gav estetisk gestalt åt sina traditionella värderingar i Berättelsen om Narnia (1950–1956) och Sagan om ringen (1954–1955). En av 1900-talets främsta konstnärer, Salvador Dalí, var rojalist, Franco-sympatisör samt god vän med påvarna Pius XII och Johannes XXIII. Andra framstående traditionalister var Nobelpristagarna Knut Hamsun, Rudyard Kipling, André Gide, Thomas Mann och Aleksandr Solzjenitsyn.

### Tradition
Ett tredje begrepp som är centralt inom konservatismen är tradition, vilket enligt Nationalencyklopedin har två distinkta betydelser.
- Den första betydelsen är kulturell: ”fast etablerad sedvänja (inom en grupp) som yttrar sig i (regelbundet) återkommande händelser med i stort sett oförändrad utformning”. Som exempel nämns att gå i kyrkan på påskdagen och att fira jul med familjen.
- Den andra betydelsen är religiös: ”tro eller uppfattning som överförts från generation till generation vanligen i många led; ofta med övernaturliga inslag och med tonvikt på själva (det muntliga) överförandet”. Som exempel nämns att Talmud är judisk tradition och att sånger kan bevaras genom tradition.

Konservatismens traditionalism kommer till uttryck i förfädersdyrkan. Författaren G.K. Chesterton skriver: ”Traditionen ger en röst åt våra förfäder. Det är de dödas demokrati. Traditionen vägrar att underkasta sig den lilla och arroganta oligarki av de som råkar finnas just här och nu.” Statsmannen John Howard påstår att en konservativ person är någon som inte tror sig vara moraliskt överlägsen sina förfäder.

## Centrala institutioner

### Etiken
Konservatismens tro på andliga värden kallas värdekonservatism och är ofta kopplad till kristendomens dygdetik. De gudomliga dygderna är tro, hopp och kärlek. De sju heliga dygderna och deras motsatser i de sju dödssynderna är följande:
1. Ödmjukhet – humilitas (motsats till högmod)
2. Generositet – liberalitas (motsats till girighet)
3. Kyskhet – castitas (motsats till lusta)
4. Medmänsklighet – humanitas (motsats till avund)
5. Måttfullhet – temperantia (motsats till frosseri)
6. Tålamod – patientia (motsats till vrede)
7. Flit – industria (motsats till lättja)

Flera av USA:s ledande konservativa filosofer sätter etiken i centrum för sin samhällssyn. Russell Kirk skriver: ”Politiska problem är i grunden moraliska och religiösa problem.” Pat Buchanan skriver att ”de djupaste samhällsproblemen är inte ekonomiska eller politiska, utan moraliska”. William F. Buckley, Jr. hävdar att man visserligen inte behöver vara religiös som konservativ, men att det är omöjligt att tycka illa om religion som konservativ.

### Familjen

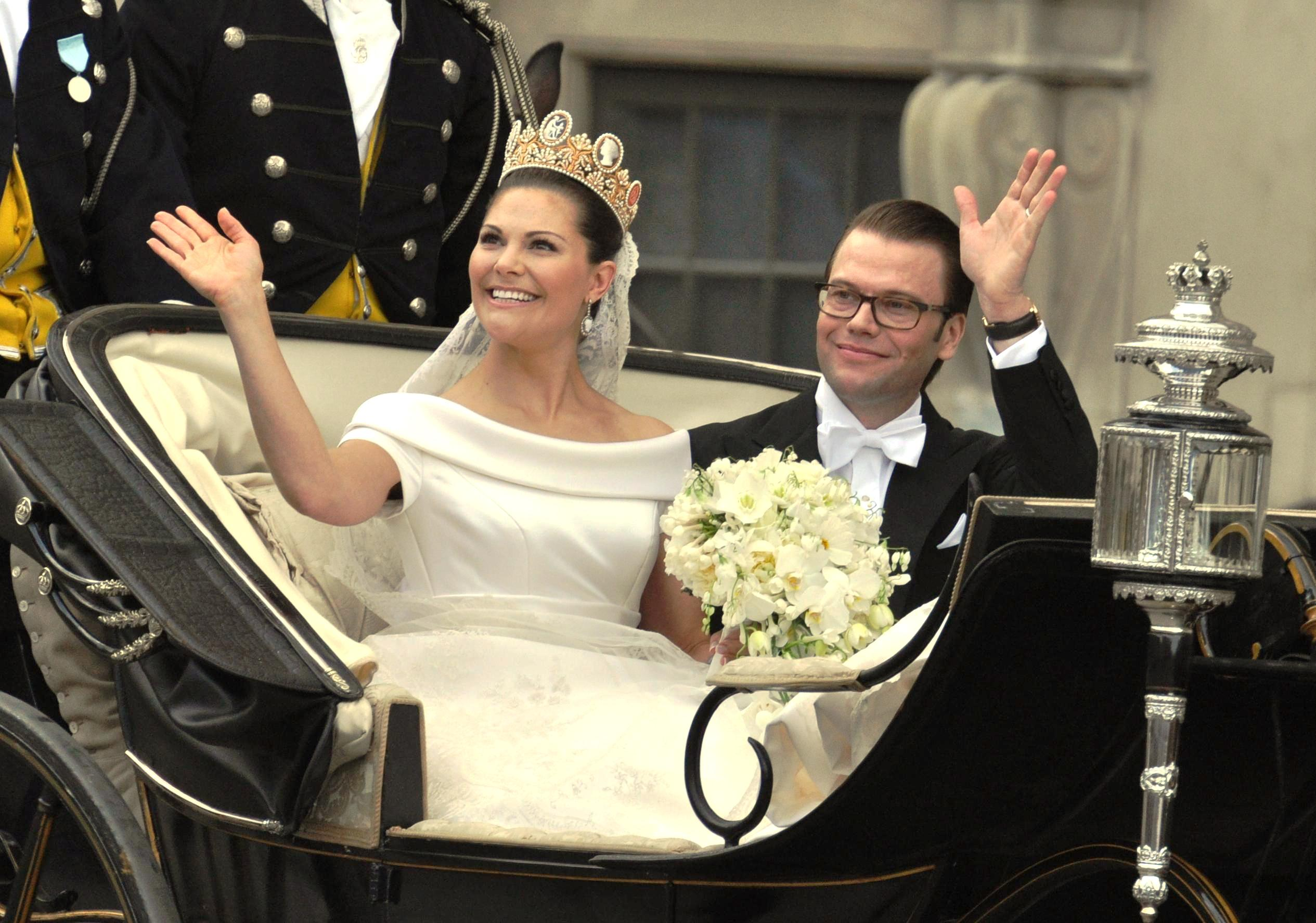
Det kungliga bröllopet mellan kronprinsessan Victoria och prins Daniel. Äktenskapet är en traditionell samhällsinstitution.

Konservatismen motsätter sig både liberalismens atomistiska individualism och socialismens totalitära kollektivism. I stället hävdar den att familjen är den grund på vilken allt socialt liv vilar. Starka familjeband anses vara av högsta betydelse såväl för familjerna själva som för samhället i stort. ”Den konservative vet”, skriver Russell Kirk, ”att utan familjen kan inget av det väsentliga i vår kultur bevaras eller förbättras.” Moderaternas tidigare partiledare Gösta Bohman sade: ”Utan familj, inget samhälle.”
Familjebegreppet används också i utvidgad bemärkelse. Det förekommer att folket betraktas som en stor familj med monarken som landsfader eller att hela mänskligheten uppfattas som Guds barn. Filosofen Louis de Bonald, en av konservatismens portalfigurer, ansåg att det traditionella hemmet utgör en monarki i miniatyr, där fadern och modern härskar som konung och drottning över barnen. (Läs mer under familjen som statsmodell.)

### Monarkin

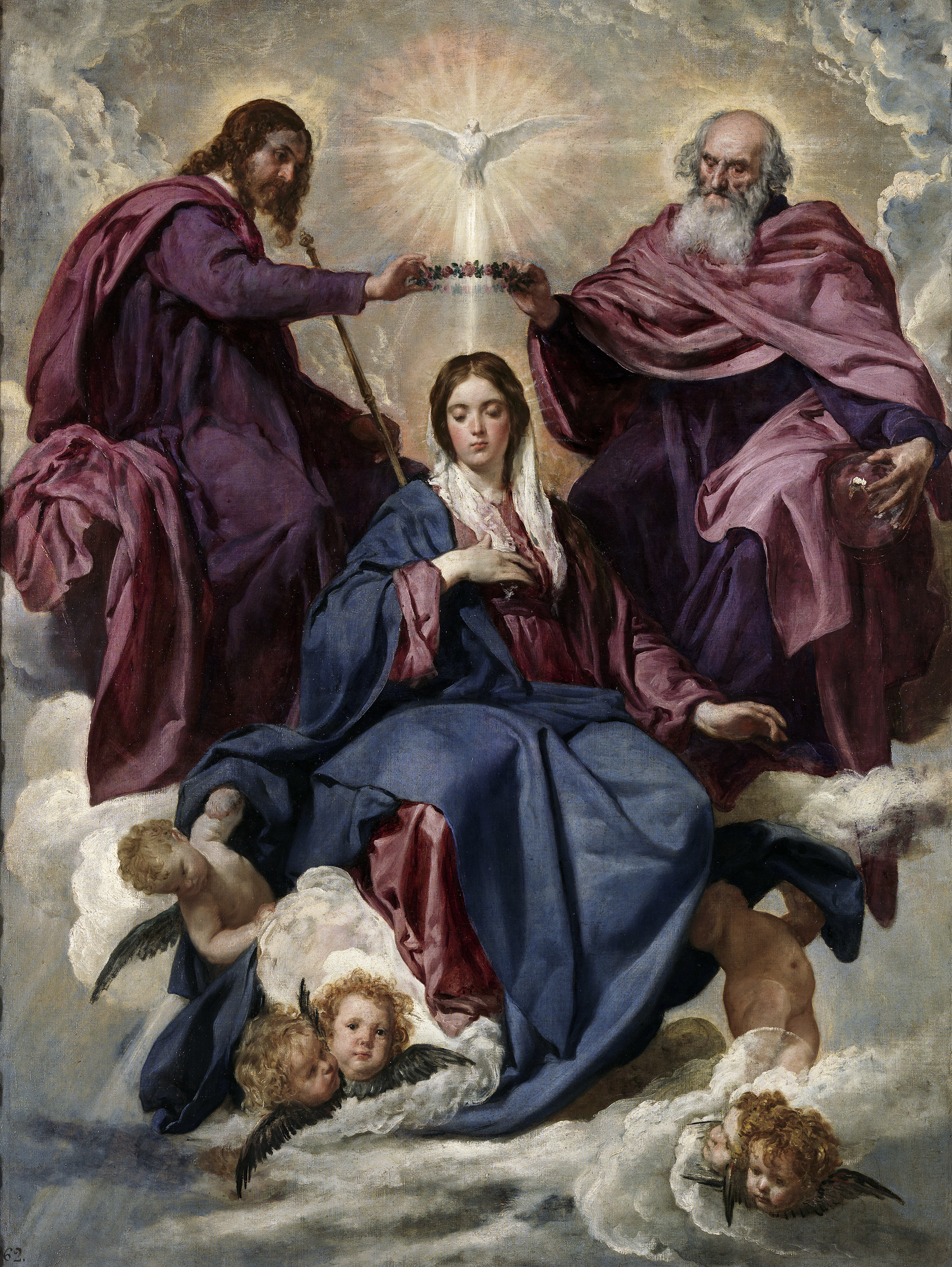
Jungfru Marie kröning (1635) av Diego Velázquez. Jesus och Gud kröner Jungfru Maria till Himladrottningen i Himmelriket.

Det finns samband mellan kristendomens monoteism och monarkin. På medeltiden ansågs det monarkiska statsskicket avspegla den kosmiska ordningen och det var kyrkan som legitimerade monarkins överhöghet utifrån principen om konungadömet av Guds nåde. Medeltidens mest prominente filosof, Thomas av Aquino, var exempelvis monarkist. Inom katolicismen betraktas också Jesus och Jungfru Maria som monarker – Kristus Konungen och Himladrottningen, regenter över Himmelriket. Ett annat monarkiskt inslag inom katolska kyrkan är Påven, vilken syftar till att tjäna som Guds ställföreträdare på jorden.

## Inre motsättningar

### Protestantism och katolicism

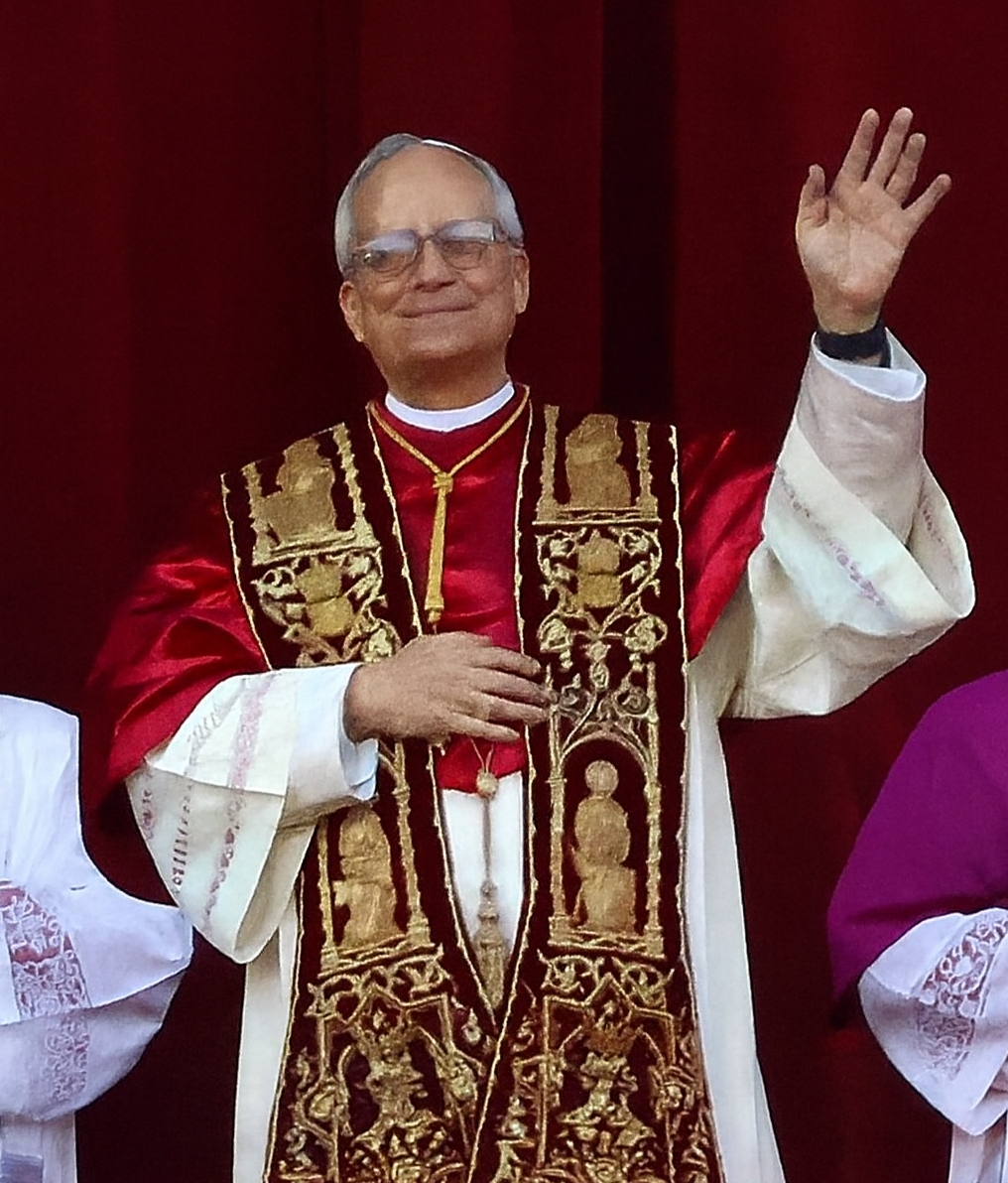
Påve Leo XIV (1955–) är högste ledare för katolska kyrkan sedan den 8 maj 2025.

Konservatismens fader, Edmund Burke, var kluven i sin religiösa identitet. Hans fader var protestant, men hans moder var katolik. Som anglo-irländare tillhörde han den protestantiska minoriteten på Irland, men han hyste sympatier för den katolska majoritetsbefolkningen och försvarade dem i parlamentet från brittisk imperialism. Han var också hängiven försvarare av katolska kyrkan under franska revolutionen. Schismen mellan katoliker och protestanter hade stor påverkan på västerländsk politik från reformationen i början av 1500-talet ända fram till 1900-talet, då sekulära ideologier fick genomslag i många nationer, varigenom den religiösa schismen kom att avtaga kraftigt i betydelse. Protestantiska länder med stark konservativ tradition är Norge, Storbritannien och USA. Katolska länder med stark konservativ tradition är Irland, Italien, Kroatien, Polen, Ungern och Österrike.
Särskilt katolska kvinnor har tenderat att luta åt konservatism genom historien. I katolska länder var vänstern ofta fientligt inställd till införandet av kvinnlig rösträtt, eftersom de var övertygade om att en majoritet av kvinnorna, med sin kristna tro och sina traditionella familjevärderingar, skulle rösta ”fel”. I Portugal grep vänstern makten i oktoberrevolutionen år 1910 och avvisade kvinnlig rösträtt i över 15 år, men så fort den ultrakonservative prästen och aristokraten António de Oliveira Salazar kom till makten år 1932 genomdrevs de första reformerna för att utvidga kvinnornas politiska inflytande. Frankrikes vänsterliberale president åren 1906–1909 och 1917–1920, Georges Clemenceau, varnade för att kvinnlig rösträtt skulle innebära ”en återgång till medeltiden” och ville i stället bedriva politik utifrån revolutionens sexistiska princip av broderskap, medan högerextrema grupperingar såsom Action Française och Croix-de-Feu förespråkade kvinnlig rösträtt på sitt politiska program. Slutligen var det generalen och aristokraten Charles de Gaulle som introducerade kvinnlig rösträtt i Frankrike, vilket var en anledning till att högerkonservativa partier dominerade fransk politik under efterkrigstiden. Italienska kvinnor röstade kontinuerligt på det kristdemokratiska partiet Democrazia Cristiana, som regerade i 47 av 52 år. Den högernationalistiska politikern Giorgia Meloni blev Italiens första kvinnliga premiärminister och yttrade i ett uppmärksammat tal: ”Jag är kvinna, jag är moder, jag är italienare och jag är kristen.” Det var dock en allmän trend även i protestantiska länder under hela 1900-talet i hela icke-kommunistiska Västeuropa att kvinnor röstade på högerkonservativa partier i högre utsträckning än män – en tendens som kom att vända på 2000-talet, när europeiska män började rösta på högerkonservativa partier i en aldrig tidigare skådad omfattning.

### Liberal- och socialkonservatism
Inom konservatismen råder oenighet om vilka principer som bör betonas. Den huvudsakliga skiljelinjen står mellan den anglosaxiska traditionen (som lutar åt liberalkonservatism) och den kontinentala traditionen (som lutar åt socialkonservatism). De två främsta representanterna för liberalkonservatism i modern tid var Margaret Thatcher och Ronald Reagan. Hon ledde Konservativa partiet som Storbritanniens premiärminister åren 1979–1990 samtidigt som han ledde Republikanska partiet som USA:s president åren 1981–1989.
Den stora skillnaden mellan de två traditionerna ligger i synen på staten, där den anglosaxiska konservatismen är skeptiskt inställd, medan den kontinentala bejakar staten som ”den stora förhindraren av katastrof” (Juan Donoso Cortés). På samma sätt är liberalkonservativa ofta kritiska mot statliga välfärdssystem, medan socialkonservativa ser dem som nödvändiga för att undvika social misär och klassplittring. Den socialkonservativa välfärdsstaten skiljer sig dock från socialismens välfärdsstat och är främst, om inte uteslutande, inriktad på att hjälpa de sjuka, de svaga och de gamla.
Socialkonservativa statsmän och filosofer har ofta varit initiativtagare vid införandet av en välfärdsstat. Kanslern Otto von Bismarck grundade världens första välfärdsstat i Tyskland i syfte att stärka medborgarnas lojalitet till kejsaren och imperiet. Premiärministern Benjamin Disraeli gjorde detsamma i Storbritannien och gav upphov till den socialkonservativa strömning i nationen som kallas one-nation conservatism. De socialkonservativa ideologerna Rudolf Kjellén och Teodor Holmberg utvecklade idén om Folkhemmet i Sverige, även om den upptogs av Socialdemokraterna vilka sedan gjorde den populär bland svenskar i allmänhet. På 2000-talet är det Sverigedemokraterna som håller fast vid idén om ett folkhem; exempelvis har partiets ledare Jimmie Åkesson författat en bok som heter Det moderna folkhemmet (2018) i vilken han redogör för sin socialkonservativa framtidsvision och betraktar sitt parti som den naturliga arvtagaren till det gamla folkhemmet under Per Albin Hansson.

## Konservatism i Sverige

### Historia
Under 1800-talet var svensk konservatism främst representerad av monarkin och den borgerliga kår av ämbetsmän, som dominerade svensk politik under detta århundrade. I början av 1900-talet fick konservatismen en mera nationalistisk prägel.
Vid mitten av 1900-talet var Sverige fortfarande en relativt konservativ nation: exempelvis fanns det många kristna och nationalromantiska inslag i skolan med sjungande av religiösa psalmer och läsande av patriotiska dikter. Men under 1900-talets andra hälft, då socialdemokratin konsoliderade sin makt och nyliberalismen gjorde sitt intåg, kom konservatismen att förlora mark som politisk ideologi och föra en alltmer undanskymd tillvaro.
På 2000-talet upplevde svensk konservatism en renässans. Mellan år 2014 och 2018 dubblerades antalet personer – från 20 till 40 procent – som ansåg att kristendomen var viktig för det svenska samhället. Regeringen Kristersson, som tillträdde år 2022, har beskrivits som Sveriges mest konservativa regering på ett århundrade.
I Skåne har konservatismen varit starkast, men dess karaktär har skiljt sig från Sverige i övrigt. Skåne har haft en mäktigare aristokrati än något annat svenskt landskap och det finns fler slott i Skåne än någon annanstans i Sverige. Ända in på 1800-talet rådde feodala förhållanden i stora delar av Skåne. På så sätt påminner Skåne om andra länder i Europa, exempelvis England och Tyskland, där en decentraliserad adel härskade långt in i modern tid. Sedan 2018 är Sverigedemokraterna det överlägset mest populära partiet i många skånska kommuner.

### Filosofi
Sveriges två främsta filosofer i konservatismens begynnelse var värmlänningen Erik Gustaf Geijer och uppsaliensaren Christopher Jacob Boström; de var också två av Sveriges främsta representanter för romantiken, som blomstrade vid denna tid. Hans Järta var en samtida rättsfilosof, som har benämnts ”Sveriges Burke”. Kring sekelskiftet 1900, då det blåste nationalistiska vindar över Europa, var Teodor Holmberg och Rudolf Kjellén två av de främsta socialkonservativa teoretikerna i Sverige: exempelvis var det de som utvecklade idén om det svenska folkhemmet. Nobelpristagaren Verner von Heidenstam var en framstående samtida nationalromantisk ideolog, verkande i samma anda. Andra konservativa intellektuella innefattar historikern Harald Hjärne och filosofen Vitalis Norström.
Den filosofiska traditionen hölls vid liv av olika tänkare under efterkrigstiden. Moderaten Gunnar Unger utgav debatt-antologin Kämpande konservatism (1971) i vilken Gösta Bohman medverkade. Katoliken Sven Stolpe var en av Sveriges stora kulturpersonligheter och skrev böcker om bland annat Drottning Kristina och den svenska romantiken. Tankesmedjan Konservativt idéforum tog intryck av nykonservatismen i USA och var verksam åren 1971–1983. Religionsfilosofen Tage Lindbom representerade Traditionella skolan och introducerade den tidlösa visheten för en svensk publik med fokus på konservatismens esoteriska dimension. Sociologen Hans L. Zetterberg lanserade en inflytelserik teori om samhällets olika sfärer. Greve Magnus Stenbock författade ett uppmärksammat verk om traditionella värderingar och figurerade i flera dokumentärer.
Kring år 2020 publicerades många svenska böcker inom ämnesområdet konservatism. Bland nu levande svenska konservativa intellektuella återfinns etnologen Karl-Olov Arnstberg, idéhistorikern Svante Nordin, teologen Christian Braw, statsvetaren Emil Uddhammar, filosofen Roland Poirier Martinsson, folklivsforskaren Dan Korn, författaren Johan Hakelius, idéhistorikern Johan Sundeen, etikern Ann Heberlein, kyrkohistorikern Joel Halldorf och kulturprofilen Lars Anders Johansson.

### Politiska partier
I Sverige finns två uttalat konservativa riksdagspartier, nämligen Moderata samlingspartiet och Sverigedemokraterna. Det som skiljer dem åt är deras inriktning. Moderaterna företräder officiellt en liberalkonservativ linje medan Sverigedemokraterna profilerar sig som ett socialkonservativt parti med nationalistisk grundsyn. Moderaternas liberalkonservatism är mera aristokratisk och partiet har haft flera ledare med adliga anor, exempelvis Ulf Adelsohn och Carl Bildt. Sverigedemokraternas socialkonservatism är mera folklig och partiet har stort stöd på landsbygden och i småstäderna.
Kristdemokraterna och framför allt dess ungdomsförbund KDU företräder vanligen också tydligt konservatismen, även om partiet inte är uttalat konservativt utan definierar sig som just kristdemokratiskt. Kristdemokratin som filosofisk inriktning är emellertid genomsyrad av konservativa värderingar och Kristdemokraterna har identifierats som Sveriges mest ideologiskt konservativa parti.
Det finns även nya politiska partier med konservativa förtecken. Medborgerlig samling (Med), som bildades år 2014, kombinerar ”en liberal syn på individens rättigheter och den ekonomiska politiken” med ”en konservativ syn på samhället, kulturen och långsiktig hållbarhet”. Alternativ för Sverige (AfS), som bildades år 2018, företräder en nationalkonservativ politik, vilket innefattar en rad disciplinära åtgärder såsom repatriering av obehöriga invandrare, skärpta straff för brottslingar och återinförande av ämbetsansvaret. Av de partier som hamnade utanför riksdagen i valet 2018 blev Med och AfS två av de tre största.
Det har funnits konservativa inslag i andra partier tidigare i Sveriges historia. De tidiga Socialdemokraterna inkorporerade flera socialkonservativa element i sin politik, vilket har anförts som en förklaring till partiets förmåga att konkurrera ut den mera traditionella konservatismen, men det finns fortfarande vissa konservativa spår i Socialdemokraterna såsom dess starka band till Svenska kyrkan. Centerpartiet brukade företräda konservativa ståndpunkter och värderingar, som en naturlig del av att vara landets traditionella bondeparti, med inslag av protektionism, patriotism och grön konservatism, men det har övergivit dessa efterhand och definierar sig sedan år 2013 som ett socialliberalt parti. Ny demokrati kombinerade nyliberala element (sänkta skatter) med konservativa element (lag och ordning samt mera restriktiv migrationspolitik) och var representerat i Sveriges riksdag åren 1991–1994.

### Övrigt
Det finns två stora studentföreningar i Sverige vilka företräder den konservativa filosofin och verkar för spridandet av dess idéer. Föreningen Heimdal, som bildades år 1891 i Uppsala, är Sveriges äldsta och längst verkande konservativa studentförening. Konservativa Förbundet, som bildades år 2011, är ett annat stort studentförbund.
Tankesmedjan Oikos, som bildades år 2020 av Mattias Karlsson (SD), har en konservativ prägel och i dess förtroenderåd sitter bland annat statsvetaren Asle Toje, folklivsforskaren Dan Korn och krönikören Malcom Kyeyune. Två kristna tankesmedjor, vilka ligger konservatismens idéer nära, är Civitas och Claphaminstitutet. Flera författare på den högerliberala tankesmedjan Timbro har argumenterat för ståndpunkten att konservatism kan förenas med klassisk liberalism.
Det finns fem tidningar i Sverige med liberalkonservativ profil: dagstidningen Svenska Dagbladet, tidskrifterna Svensk Tidskrift och Axess Magasin samt nättidningarna Nyheter Idag och Bulletin. Tidningarna Dagen och Världen idag har en konservativt kristen och värdekonservativ profil. Nya Wermlands-Tidningen är en stor landsortstidning i Mellansverige med konservativ profil. Barometern O-T och Smålandsposten är två småländska tidningar med konservativ profil. Sverigedemokraterna ger ut den socialkonservativa tidningen Samtiden och står för YouTube-kanalen Riks, som har över 96 000 prenumeranter och 78 miljoner visningar.
Rojalistiska föreningen är en riksomfattande, ideell sammanslutning med målsättning att vidmakthålla och stärka den konstitutionella monarkin i Sverige.

## Psykologi

### Femfaktorteorin
Femfaktorteorin – den mest vedertagna personlighetsteorin – kartlägger individers personlighet utifrån fem faktorer, nämligen Öppenhet, Samvetsgrannhet, Extraversion, Tillmötesgående och Neuroticism. Flera studier har kommit fram till att individer med höga poäng i Samvetsgrannhet tenderar att inta en högerorienterad politisk position.
Det finns sex olika aspekter av Samvetsgrannhet. Tre aspekter brukar sammanfattas som "Industriousness":
- Duglighet: Ambition att vara kunnig och kompetent.
- Prestationssträvan: Vilja att göra bra ifrån sig.
- Självdisciplin: Förmåga att sätta igång med och slutföra uppgifter.

Tre andra aspekter brukar sammanfattas som "Orderliness":
- Ordningsamhet: Behov av att vara organiserad och metodisk.
- Pliktkänsla: Noggrannhet med att rätta sig efter etiska och moraliska principer och åtaganden.
- Förtänksamhet: Behov att tänka sig för, innan man fattar beslut.

Det är framför allt de senare tre aspekterna för "Orderliness" som korrelerar med konservativ politisk identifikation. Kvinnor tenderar att ranka högre på dessa tre aspekter, medan män tenderar att ranka högre på de tidigare tre aspekterna. Individer som rankar extremt högt på "Industriousness" tenderar att vara arbetsnarkomaner, medan individer som rankar extremt högt på "Orderliness" tenderar att vara perfektionister.

### Moralfundamentsteorin
Inom moralpsykologin har socialpsykologerna Jonathan Haidt et al. utvecklat moralfundamentsteorin. Den går ut på att olika uppsättningar ”moraliska fundament” leder människor till att nå olika ståndpunkter. Teorin har använts för att förklara människors ideologiska hemvist samt missförstånd mellan politiska motståndare.
Forskningen har visat att konservativa tillämpar en större rad moraliska fundament än vad socialister och socialliberaler gör. Det innebär att konservativa förstår sina meningsmotståndares moraliska fundament, medan dessa själva kan vara helt oförstående inför hur konservativa resonerar. Socialister och socialliberaler kan därför uppfatta moraliskt baserade konservativa ståndpunkter som om de vore grundade i något annat – i bästa fall självintresse, i värsta fall ondska.
De två lägren rankar ungefär lika högt på fundamenten Omsorg och Rättvisa. Sedan finns det tre hela fundament som konservativa rankar högt på, men som socialister och socialliberaler rankar lågt på, nämligen Lojalitet, Auktoritet och Helighet. I The Righteous Mind (2012) hävdar Haidt, som själv är socialliberal, att dessa gruppbetonade moraliska fundament är viktiga för samhällets överlevnad och utveckling samt att frånvaron av dem leder till samhällsupplösning.